# Domeniu biogeografic
     Nearctic⁠(d)

6 din cele 8 tărâmuri biogeografice

Un domeniu biogeografic sau o ecozonă este cea mai mare diviziune biogeografică a suprafeței terestre a Pământului, bazată pe tiparele de distribuție ale organismelor terestre⁠(d). Acestea sunt subdivizate în ecoregiuni, care sunt clasificate în funcție de biomii lor sau tipurile de habitat. 
Domeniile delimitează suprafețele mari ale suprafeței Pământului în interiorul cărora organismele au evoluat într-o izolare relativă pe perioade îndelungate de timp, separate unele de altele prin caracteristici geografice, precum oceanele, deșerturile mari sau lanțurile montane înalte, care constituie bariere pentru migrație. Ca atare, denumirile domeniilor biogeografice sunt utilizate pentru a indica grupări generale ale organismelor pe baza biogeografiei lor comune. Tărâmurile biogeografice corespund regatelor floristice⁠(d) din botanică și regiunilor zoogeografice⁠(d) din zoologiei. 
Domeniile biogeografice se caracterizează prin istoria evolutivă a organismelor pe care le conțin. Ele sunt distincte de biomi, cunoscuți și sub denumirea de tipuri de habitat majore, care sunt diviziuni ale suprafeței Pământului în funcție de forma de viață sau adaptarea animalelor, ciupercilor, microorganismelor și plantelor la condiții climatice, sol și alte condiții. Biomii se caracterizează printr-o vegetație climax⁠(d) similară. Fiecare domeniu poate include mai mulți biomi diferiți. O pădure tropicală umedă de foioase⁠(d) din America Centrală, de exemplu, poate fi similară cu cea din Noua Guinee în tipul și structura vegetației, climei, solurilor etc., dar aceste păduri sunt locuite de animale, ciuperci, microorganisme și plante cu istorii evolutive foarte diferite. 
Modelele de distribuție a organismelor vii pe domeniile biogeografice ale lumii au fost modelate de procesul de tectonică a plăcilor, care a redistribuit masele terestre ale lumii de-a lungul istoriei geologice. 

## Istoria conceptului
„Domeniile biogeografice” ale lui Udvardy (1975) au fost definite pe baza compoziției taxonomice. Clasificarea corespunde mai mult sau mai puțin regatelor floristice⁠(d) și regiunilor zoogeografice⁠(d). 
Utilizarea termenului de „ecozonă” este mai variabil. A fost folosit inițial în stratigrafie (Vella 1962, Hedberg 1971). În literatura canadiană, termenul a fost folosit de Wiken (1986) în clasificarea macro a terenurilor, cu criterii geografice (Wicken 1986, Scott 1995). Ulterior, Schültz (1988) avea să-l folosească cu criterii ecologice și fizionomice, într-un mod similar cu conceptul de biom. 
În schema Global 200⁠(d)/WWF (Olson & Dinerstein 1998), a fost utilizat termenul „domeniu biogeografic” inițial în sensul Udvardy. Cu toate acestea, într-o schemă a BBC (nd), acesta a fost înlocuit cu termenul „ecozonă”. 

## Domenii biogeografice terestre

### Domenii biogeografice WWF / Global 200 („ecozone” BBC)
Schema World Wildlife Fund (Olson și Dinerstein 1998, Olson și colab., 2001) este în mare parte similară cu sistemul lui Miklos Udvardy⁠(d) (1975), diferența principală fiind delimitarea domeniului australian în raport cu domeniile Antarctic, Oceanic și Indomalayan. În sistemul WWF, domeniul Australasiei include Australia, Tasmania, insulele Wallacea⁠(d), Noua Guinee, insulele Est-Melanesiei⁠(d), Noua Caledonie și Noua Zeelandă. Domeniul australian al lui Udvardy include numai Australia și Tasmania; el plasează Wallacea⁠(d) în domeniul Indomalayan, Noua Guinee, Noua Caledonie și Melanesia de Est în domeniul Oceanian și Noua Zeelandă în domeniul Antarctic. 
Palearctica și Nearctica⁠(d) sunt uneori grupate în domeniul Holarctic⁠(d) . 

### Regatele biografice Morrone (2015)
În urma convențiilor nomenclaturale prevăzute în Codul internațional de nomenclatură a ariilor⁠(d), Morrone (2015) a definit următoarele regate (sau domenii) biogeografice și regiuni: 
- Regatul Holarctic Heilprin (1887) 
  - Regiunea Nearctică Sclater (1858)
  - Regiunea Palearctică Sclater (1858)
- Regatul Holotropical Rapoport (1968) 
  - Regiunea Neotropicală Sclater (1858)
  - Regiunea Etiopiană Sclater (1858)
  - Regiunea Orientală Wallace (1876)
- Regatul Australian Engler (1899) 
  - Regiunea Cape Grisebach (1872)
  - Regiunea Andină Engler (1882)
  - Regiunea Australiană Sclater (1858)
  - Regiunea Antarctică Grisebach (1872)
- Zonele de tranziție: 
  - Zona de tranziție mexicană (tranziția nearctic-neotropical)
  - Zona de tranziție saharo-arabă (tranziția palearctic - etiopiană)
  - Zona de tranziție chineză (tranziția zonei de tranziție palearică-orientală)
  - Zona de tranziție indo-malaeziană, indoneziană sau a lui Walllace (tranziția oriental-australiană)
  - Zona de tranziție din America de Sud (tranziție neotropicală-andină)

## Domenii biogeografice de apă dulce

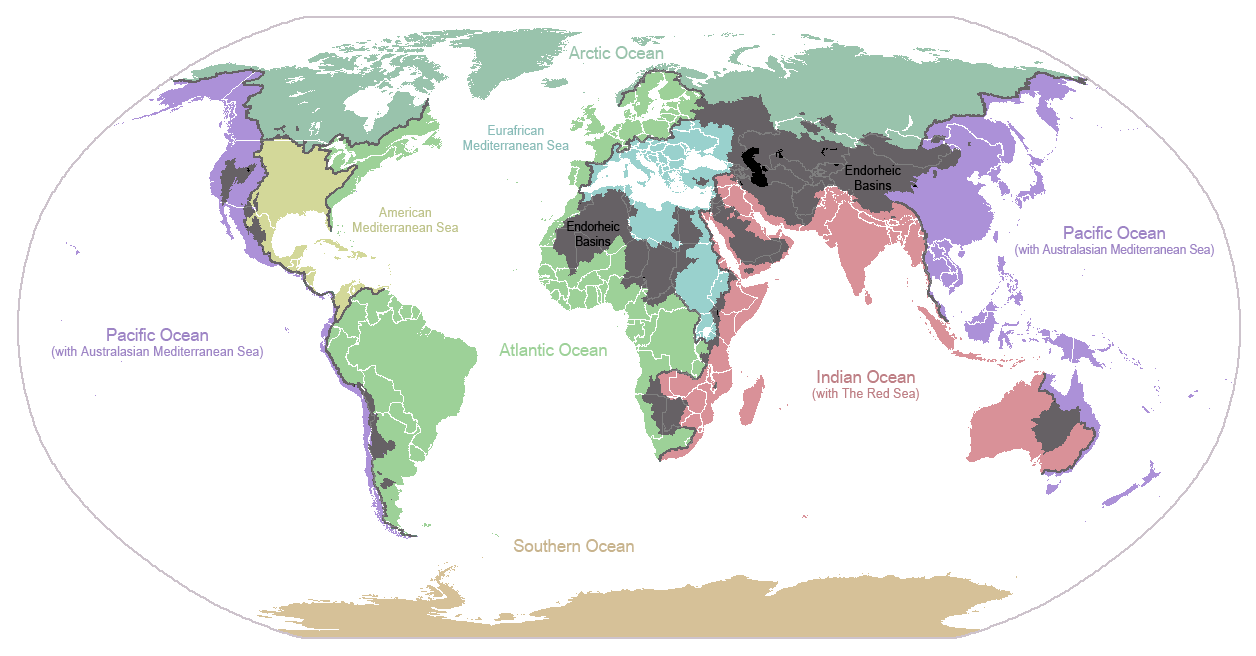
Marile, care prezintă curgerea spre marile oceane și mări ale lumii— zonele cenușii sunt bazine endoreice care nu se scurg către ocean.

Aplicabilitatea schemei Udvardy (1975) la majoritatea taxonilor de apă dulce nu este rezolvată (Abell și colab., 2008). 
Bazinele hidrografice ale principalelor oceane și mări ale lumii sunt delimitatea de cumpenele continentale ale apelor. Zonele cenușii sunt bazine endoreice care nu se scurg către ocean.

## Domenii biogeografice marine
Conform Briggs (1995) și Morrone (2009): 
- Regiunea Indo-Vest-Pacifică
- Regiunea Est-Pacifică
- Regiunea Vest-Atlantică
- Regiunea Est-Atlantică
- Regiunea Sud-Vest-Australiană
- Regiunea Nord-Neozeelandeză
- Regiunea Vest-Sud-Americană
- Regiunea Est-Sud-Americană
- Regiunea Africii de Sud
- Regiunea Mediteranean–Atlantică
- Regiunea Carolina
- Regiunea California
- Regiunea Japonia
- Regiunea Tasmania
- Regiunea Sud-Neozeelandeză
- Regiunea Antipodică
- Regiunea Subantarctică
- Regiunea Magellan
- Regiunea Est-Boreal-Pacifică
- Regiunea Vest-Boreal-Atlantică
- Regiunea Est-Boreal-Atlantică
- Regiunea Antarctică
- Regiunea Arctică

 Conform schemei WWF (Spalding, 2007): 
- Domeniul Arctic
- Domeniul Temperat-Nord-Atlantic⁠(d)
- Domeniul Temperat-Nord-Pacific⁠(d)
- Domeniul Tropical-Atlantic⁠(d)
- Domeniul Vest-Indo-Pacific⁠(d)
- Domeniul Central-Indo-Pacific⁠(d)
- Domeniul Est-Indo-Pacific⁠(d)
- Domeniul Tropical-Est-Pacific⁠(d)
- Domeniul America de Sud Temperată⁠(d)
- Domeniul Africa de Sud Temperată⁠(d)
- Domeniul Australasia Temperată⁠(d)
- Domeniul Oceanul Sudic